# La Perla de Cádiz

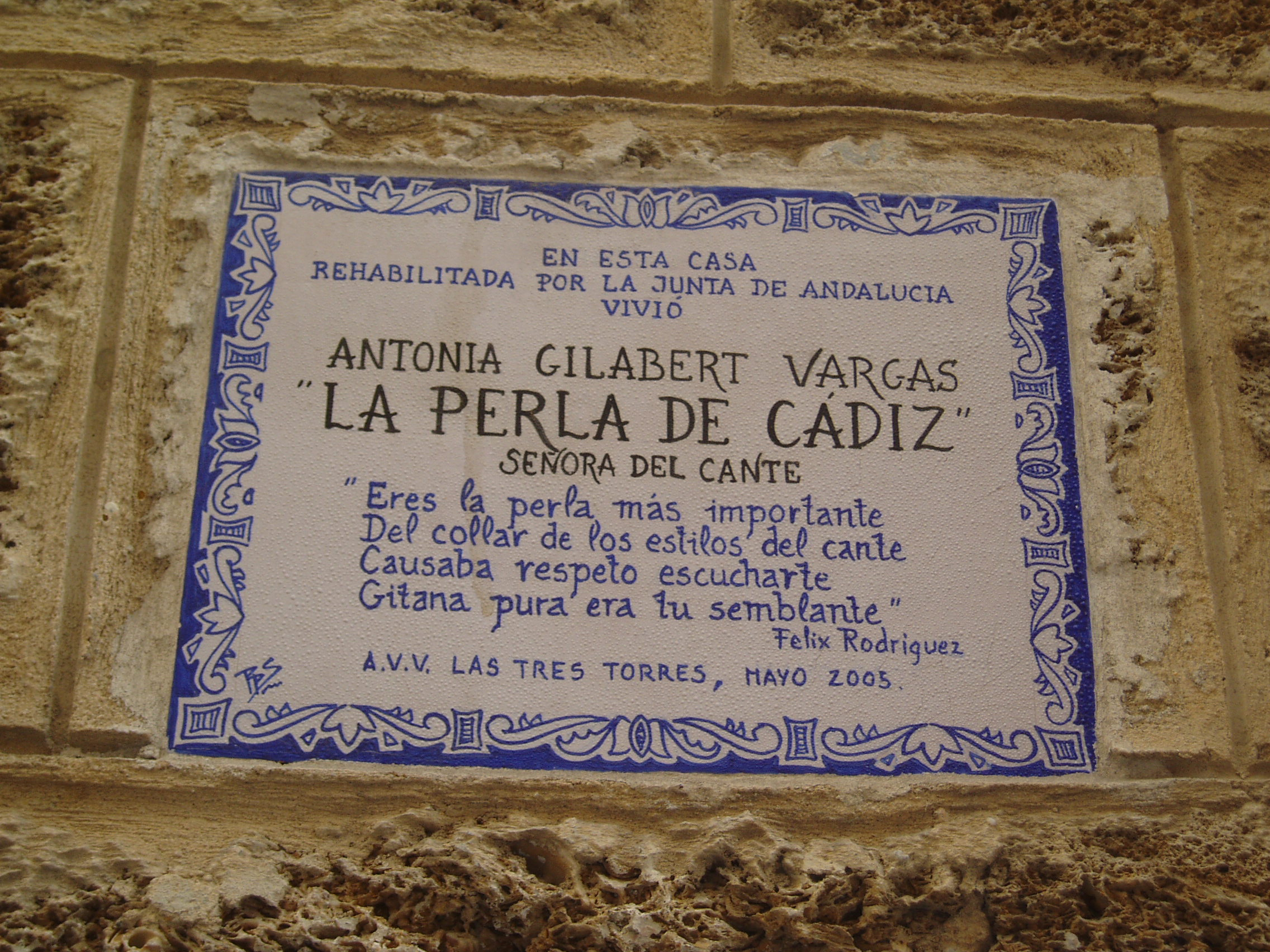
Placa conmemorativa de La Perla de Cádiz.

Antonia Gilabert Vargas (Cádiz, 9 de junio de 1924-Ídem, 14 de septiembre de 1975), más conocida por su nombre artístico La Perla de Cádiz fue una cantaora gitana española de flamenco.  

## Biografía
De etnia gitana, hija de artistas flamencos, su padre fue el guitarrista Juan Gilabert y su madre la cantaora Rosa Vargas Fernández, conocida como Rosa la Papera.
El 30 de julio de 1948 contrajo matrimonio con Francisco Torres Tejada, "Curro la Gamba", en la iglesia de la Merced, de este matrimonio nacieron sus hijos Francisco y José.
En el año 1960 debutó en el tablao Zambra de Madrid. En 1962 obtuvo el Primer Premio de Bulerías en el Concurso Nacional de Cantes de Jerez. Posteriormente fue contratada en los tablaos sevillanos de Los Gallos y El Guajiro. Sin embargo, un año después vuelve a Madrid contratada por Manolo Caracol para la inauguración de su tablao, Los Canasteros. En 1968 obtuvo el Primer Premio del I Certamen de los Cantes de Cádiz. Falleció en Cádiz en el 1975 a los 51 años. 
Destacó por los estilos de: alegrías, bulerías, soleares, tientos, tangos y saetas. También por su excelente compás y maestría interpretativa. Actualmente en Cádiz una peña flamenca lleva su nombre.

## Discografía
- La Perla de Cádiz (19 cantes). Incluye bulerías, cantiñas, romance por tientos, rumba flamenca, fandangos, romera, alegrías y tangos. Acompañada a la guitarra por Paco Aguilera, Paco Cepero, Moraito Chico, Félix de Utrera, Antonio Arenas, Melchor de Marchena, Enrique de Melchor y Eugenio Salas.